# سیارک ۴۳۸۴۳
سیارک ۴۳۸۴۳ (به انگلیسی: 43843 Cleynaerts، نامگذاری:1993NC2)۴۳۸۴۳مین سیارک کشف شده‌است که در ۱۲ ژوئیه ۱۹۹۳ کشف شد.